# تشارلز توماس باتلر
تشارلز توماس باتلر (بالإنجليزية: Charles Thomas Butler)‏ هو متزلج جماعي أمريكي، ولد في 11 يونيو 1932 في سارانك ليك في الولايات المتحدة.

## وصلات خارجية
- تشارلز توماس باتلر على موقع اللجنة الأولمبية الدولية (الإنجليزية)
- تشارلز توماس باتلر على موقع أوليمبيديا (الإنجليزية)